# Per Ahlqvist

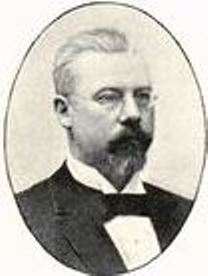
Per Ahlqvist.

Per Elias Ahlqvist, född 5 juni 1851 i Torsås socken, Kalmar län, död 24 januari 1915 i Söderhamn, var en svensk läkare. Han var son till prosten Pehr Ahlqvist.
Ahlqvist blev student vid Uppsala universitet 1872, medicine kandidat 1885 och medicine licentiat 1889. Han blev praktiserande läkare i Hedemora samma år, var extra provinsialläkare i Bergsjö distrikt, Gävleborgs län, 1890–1892 och i Dannemora distrikt, Uppsala län, 1892–1905, var järnvägsläkare vid Uppsala–Gävle och Dannemora–Hargs Järnvägar 1892–1905, provinsialläkare i Visnums distrikt, Värmlands län, 1905–1909 och i Söderhamns distrikt från 1909.
Ahlqvist verkade för folknykterheten, dock ej som förbudsvän, utan genom upplysningsarbete. Han erhöll 1904 patent på en alkoholfri maltdryck, som fick stor spridning under namnen "Hälsoöl", "Kraftöl" och "Must", men tillverkningen upphörde 1917 på grund av den begynnande spannmålsbristen. Under landstormsmobiliseringen i augusti till september 1914 tjänstgjorde han som frivillig läkare inom Söderhamns landstormsområde.